# Плавучая база

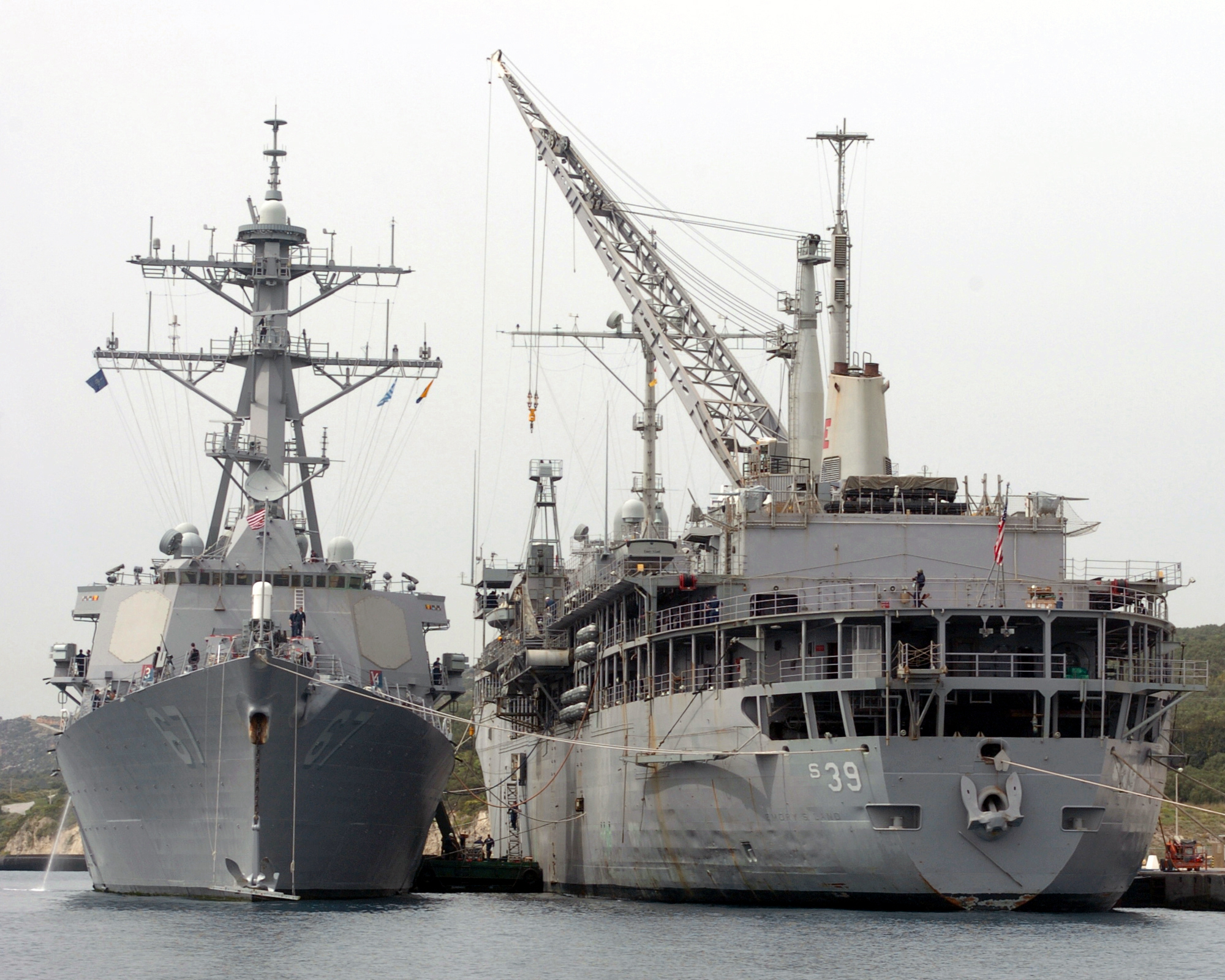
Американская плавбаза подводных лодок USS Emory S. Land — обслуживает эсминец

Плавучая база (сокр. плавбаза) — в Военно-Морском Флоте судно обеспечения, предназначенное для обеспечения базирования формирований кораблей и гидроавиации, в основном, в пунктах базирования, реже в море. 
В военно-морских флотах некоторых государств называются Корабль-депо. Плавбазами также называются транспортно-рыбоперерабатывающие суда, предназначенные для приема улова в море от добывающих судов и обеспечения добывающих судов промснаряжением и продовольствием.

## Военно-морские плавбазы
Поддерживают и обеспечивают, в первую очередь, виды военно-морских сил, не способные к длительным автономным плаваниям. Например, катера и подводные лодки, несущие сравнительно небольшой запас топлива и не оборудованные возможностями для полноценного отдыха экипажей. Помимо этого на плавбазах могут находиться ремонтные мастерские для кораблей небольшого тоннажа — эсминцев, сторожевиков катеров и тому подобное.

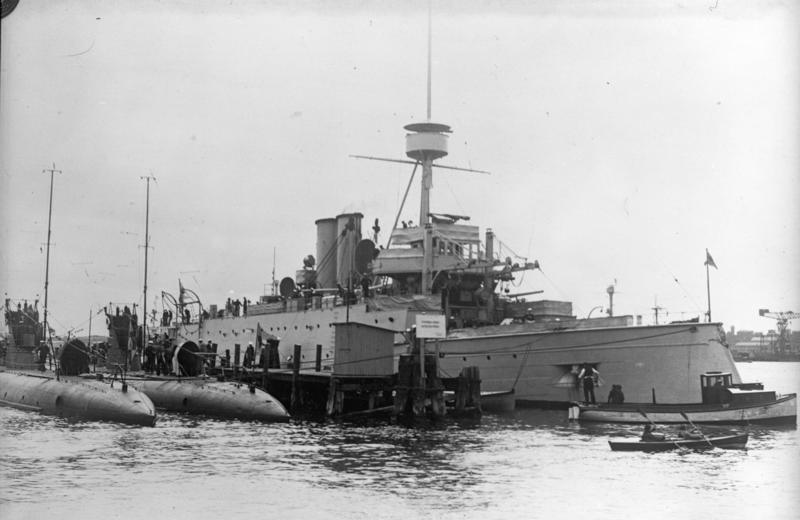
Старый шведский броненосец «Svea», переоборудованный в плавбазу подводных лодок

На плавучих базах, кроме кают, имеются помещения штаба, плавучий госпиталь и посты санитарной обработки, душевые, помещения культурно-бытового назначения, склады оружия, боеприпасов, провианта, запчастей, и различного имущества, а также запасы топлива, смазочных масел, пресной воды и так далее, мастерские по ремонту вооружения и техники, погрузочные средства.
В зависимости от класса обеспечиваемых кораблей плавучие базы подразделяются на плавучие базы подводных лодок (ПЛ), плавучие базы ракетных или торпедных катеров (РКА, ТКА) и так далее. Плавучая база подводных лодок имеет запасы для снабжения подводных лодок боеприпасами, топливом, горюче-смазочными материалами, необходимое ремонтное и станочное оборудование, средства для зарядки аккумуляторных батарей подводных лодок, а также каюты культурно-бытовые и хозяйственные помещения служащие для размещения и отдыха экипажей подводных лодок. Первые плавучие базы появились в ходе Первой мировой войны.

### Американские и британские плавбазы
Во Второй мировой войне в составе ВМС США участвовали 11 плавбаз для подводных лодок, а в составе Королевского флота Великобритании (Royal Navy) — 3 плавбазы для подводных лодок и 2 плавбазы эсминцев. В частности, реквизированные торговые суда «Эбердониэн» (Aberdonian), «Вена» (Vienna) и «Бельфор» (Belfort) использовались Береговыми силами Британского Королевского Флота в качестве плавучих баз. «Вена» оперировала в Средиземном море, «Эбердониэн» — вдоль берегов Британии.
ВМС США вплоть до 1975 года имели плавучие базы эсминцев, патрульных (сторожевых) катеров, а до 1955 года — гидросамолетов.

### Плавучая база «ПБ-101»
До 3 февраля 1947 года представляла собой германский «Граф Цеппелин»(«Graf Zeppelin»). Авианосец был заложен 28 декабря 1936 года на верфи «Deutsche Werke» в Киле (Голштиния, Германия). Спущен на воду 8 декабря 1938 года. Недостроенным 6 июля 1940 года переведен в Готенхафен, 21 июня 1941 года переведен в Штеттин и 5 декабря вновь прибыл в Киль на достройку. Однако, уже 30 января 1943 года достройка была прекращена. 21 апреля 1943 года авианосец перевели в Штеттин, где 24 апреля 1945 он был подорван и притоплен немцами.
По соглашению о разделе немецкого ВМФ, корабль вошел в советскую долю, относясь к группе «C». 3 февраля 1947 года авианосец переклассифицирован в плавбазу и передан в распоряжение ЦНИИВК. К 14 августа 1947 корабль был поднят и отбуксирован в Свинемюнде. В ночь на 16 августа авианосец отбуксирован на морской полигон для испытаний. После подрыва закрепленных на палубе бомб и бомбардировок 17 августа корабль затоплен торпедами «ТК-503» и эсминца «Славный».

## Рыболовецкие плавбазы

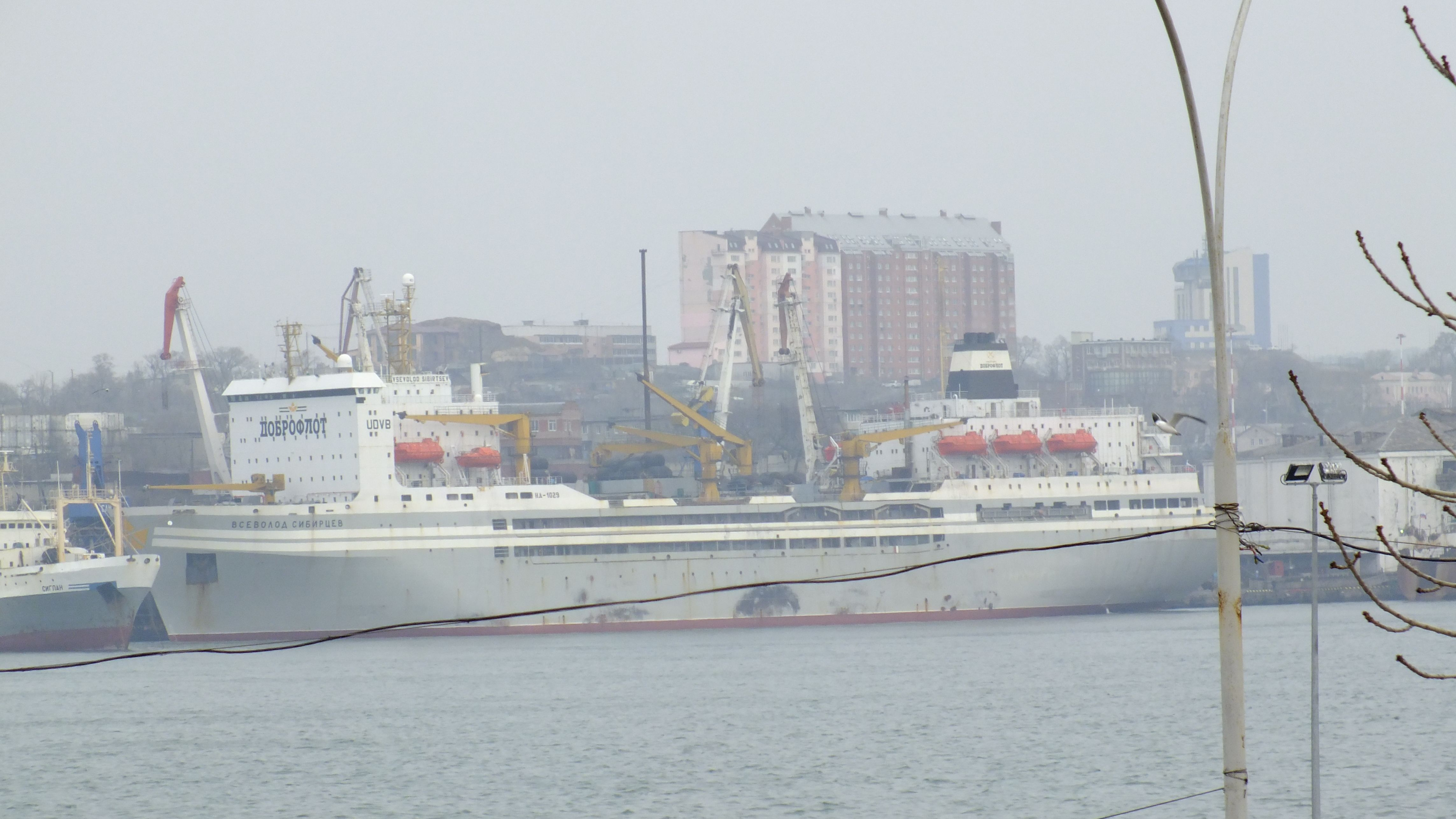
Плавбаза «Всеволод Сибирцев» во Владивостоке

В 1958—1971 годах в ПНР (преимущественно в Гданьске), по заказу СССР, было построено свыше 20 транспортно-рыбоперерабатывающих плавбаз трёх основных типов:
- Тип «Северодвинск», назван по имени первой рыболовецкой плавбазы. Плавучая база «Северодвинск» была оснащена новейшей по тем временам техникой и сочетала в себе конструктивные элементы рефрижераторного, танкерного и грузового судов. Вступила в строй в 1958 году, в 1965-м вошла в состав Севрыбхолодфлота (СРХФ)[6]. Первый капитан-директор «Северодвинска» С. И. Кавалеров был консультантом при проектировании плавбазы и наблюдал за её постройкой на Гданьской верфи. В дальнейшем в Польше были построены и другие плавбазы данного типа — «Рига», «Иван Фёдоров», «Иоханнес Варес».
- Тип «Пионерск» («Пионерск», «Даурия», «Рыбный Мурман», «Маточкин Шар», «Виктор Кингисепп» и др.).
- Тип «Профессор Баранов» («Профессор Баранов», «Арктика»).

Нетто-тоннаж всех вышеперечисленных плавбаз — до 4 тыс. т (каждая). Автономность плавания — 75 суток. Располагали рыбофабриками и складами готовой продукции, а также мощными рефрижераторными установками. Выпускали готовую продукцию — консервы, пресервы, морозили рыбу. Экипажи — по 150—200 человек (более половины — рыбообработчики).
В 1989 году экипаж плавбазы «Алексей Хлобыстов» принял участие в спасении команды АПЛ «Комсомолец».
В дальнейшем, в ходе акционирования рыболовного флота (начало 1990-х гг.), ряд плавбаз был списан на металл («Рига», «Рыбный Мурман»), другие были перепрофилированы.